# Code de saint Sava
 (janvier 2018).
Si vous disposez d'ouvrages ou d'articles de référence ou si vous connaissez des sites web de qualité traitant du thème abordé ici, merci de compléter l'article en donnant les références utiles à sa vérifiabilité et en les liant à la section « Notes et références ».
Le Code de saint Sava (Krmcija ou Nomocanon) est un code mis en place en 1219 par saint Sava (avant de rentrer dans les ordres, prince Rastko Nemanjić) dans le but de consolider la connaissance du christianisme orthodoxe au sein du peuple serbe. Il organise l'Église serbe. 
Il commence à le rédiger sur le mont Athos, puis à Salonique. 
Il le termine en 1220. Il a pour base des lois serbes et byzantines et a été adapté aux besoins de l'église serbe. Ce texte se compose de lois civiles et ecclésiastiques.
Le Nomokanon devient un modèle pour les des Églises russes et bulgares. De plus, il constitue 130 ans après, la base de la rédaction du Code de Dušan qui est le premier acte juridique médiéval serbe, et le second texte important de la Serbie.
Ce texte respecte et repose sur la règle du christianisme orthodoxe établie sous Constantin Ier, le travail de consensus entre les autorités religieuses et laïques, concept qui était très cher à saint Sava et qui laissera une trace[Laquelle ?] dans la Serbie médiévale et même moderne. Même si à l'époque, saint Sava est en contradiction avec une nouvelle politique[Laquelle ?] du patriarche de Constantinople, qui lui, influencé par Rome, poussait à l'omnipotence spirituelle.
Par la suite, le concept de consensus domine de nouveau à Constantinople et aujourd’hui encore, le premier ministre grec se rend régulièrement sur le mont Athos pour recevoir les hommages des moines comme le faisaient les souverains orthodoxes à l'époque de saint Sava.
À Zica, en 1221, Sava publie un guide pratique de la véritable foi orthodoxe de l'Église serbe, où il établit comme seule autorité, les conciles œcuméniques et les enseignements des pères de l'Église comme unique règle.

Dans le même temps, il condamne les enseignements hérétiques des bogomiles, plus connus en Europe occidentale sous le nom de cathares, qui ont pour origine la Bulgarie, l'hérésie s'étant répandu en Serbie en provenance de la Bulgarie, son père Stefan Nemanja fait expulser les Serbes devenus bogomiles en Bosnie-Herzégovine, région où ils prospèrent par la suite.
Le Guide et le code de saint Sava sont la colonne de l'autocéphalie orthodoxe serbe.